# Деварая I
Деварая I — правитель Віджаянагарської імперії з династії Сангама.

## Життєпис
Після смерті Харіхари II почалась боротьба за престол, з якої переможцем вийшов Деварая I. Він був дуже здібним правителем, відомий своїми військовими здобутками.
1406 року зазнав поразки від бахманідського султана Фіруз-шаха, якому повернув важливу долину Райчур та видав за султана заміж свою доньку.  За цим Деварая модернізував віджаянагарську армію за рахунок кавалерії, найму тюркських лучників, купівлі коней в Аравії та Персії. 1420 року завдав поразки султану Фіруз-шаху, внаслідок чого захопив південні та східні області держави Бахмані.
Деварая I опікувався каннадськими літературою й архітектурою. За часів його правління було збудовано відомий храм Хазара Рама, визначний приклад деканської архітектури.